# پرچم لبنان
پرچم لبنان برگرفته از سه رنگ سرخ و سفید و نماد سرو سبز رنگ که هر کدام از این‌ها نماد چیزی است. رنگ سرخ نماد خون شهیدان، رنگ سفید بیانگر پاکی مردم و کوه‌های سرپوشیده از برف است و درخت سرو لبنان (cedrus libani) سبز رنگ که در کوه‌ها و جنگل‌های آن کشور است و نماد کشور لبنان به‌شمار می‌رود.
در لبنان پرچم نزد مردم از جایگاه ویژه ای برخوردار است. مردم این کشور در مناسبت‌های ویژه، پرچم کشورشان را از پنجره یا در خانه‌هایشان می‌آویزند. همچنین در راهپیمایی‌های گوناگون مردم پرچم‌های بسیاری خریداری می‌کنند.
پرچم فروشی یکی از پیشه‌های رایج در لبنان است. برخی از مردم تنها از راه فروش پرچم زندگی خود را می‌گذرانند. چندین کارخانه نیز دست اندرکار ساخت پرچم در کشورند. از آنجایی‌که بیشتر مردم لبنان در خانه‌های خود پرچم نگه‌داری می‌کنند، فروش آن نیز متداول می‌باشد. در اعیاد رسمی ملی و مذهبی و نیز مناسبت‌های خاص من جمله سالگرد پیروزی نظام جمهوری و حزب‌الله لبنان، مردم پرچم را بر در خانه‌های خود نصب می‌کنند. به نحوی که برخی به هر مناسبتی پرچم را در محل کار و زندگی‌شان نصب می‌کنند.

## نگارخانه

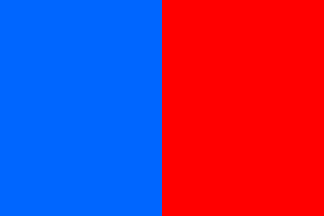